# Akademickie mistrzostwa Europy we wspinaczce sportowej
Akademickie mistrzostwa Europy we wspinaczce sportowej (ang. European University Sport Climbing Championship) – akademickie zawody wspinaczkowe organizowane są przez European University Sports Association (EUSA) oraz Międzynarodową Federację Wspinaczki Sportowej (IFCS) począwszy od 2015 roku, każde kolejne mają odbywać się naprzemiennie z akademickimi mistrzostwami świata'
Pierwsze europejskie akademickie zawody odbyły się w Polsce w dniach 5–9 sierpnia 2015 roku w Katowicach.

## Edycje akademickich mistrzostwa Europy
W 2019 roku mające się odbyć zawody studenckie we wspinaczce w ramach 3. edycji AME w Katowicach nie doszły do skutku, dlatego też organizatorzy (EUSA, IFCS) postanowili powierzyć organizację dla nowego gospodarza Belgradu z terminem przeprowadzenia ich w 2020 roku. Ostatecznie pierwotna data została zmieniona na rok 2021 w związku z wybuchem pandemii COVID-19.
Rodzaje konkurencji rozgrywanych na akademickich mistrzostwa Europy w ramach wspinaczki sportowej;
B – bouldering, P – prowadzenie, S – na szybkość oraz Ł – wspinaczka łączna.
| Lp. | Rok  | Miejsce  | Państwo   | Data          | Konkurencje   |
| --- | ---- | -------- | --------- | ------------- | ------------- |
| 1   | 2015 | Katowice | Polska    | 5–9.08.2015   | B + P + S     |
| 2   | 2017 | Split    | Chorwacja | 25–28.07.2017 | B + P + S     |
| 3   | 2021 | Belgrad  | Serbia    | 14–27.07.2021 | B + P + S + Ł |

## Polscy medaliści we wspinaczce sportowej

### Medale zdobyte na poszczególnych mistrzostwach
| 1. | 2015 – Katowice | 3 | 1 | 1 | 0 | 1 | 0 | 0 | 0 | 1 | 0 |
| 2. | 2018 – Split    | 1 | 0 | 0 | 1 | 0 | 0 | 1 | 0 | 0 | 0 |
| 3. | 2021 – Belgrad  |   |   |   |   |   |   |   |   |   |   |
|    | Ogółem          | 3 | 1 | 1 | 1 | 1 | 0 | 1 | 0 | 1 | 0 |

Polscy wspinacze sportowi zdobywali medale w konkurencjach;
- 2 – S we wsp. na szybkość,
- 1 – P w prowadzeniu

### Medaliści na poszczególnych mistrzostwach
| złote medale |
| ------------ |

1. 2015 – Marcin Dzieński (S)

| srebrne medale |
| -------------- |

1. 2015 – Klaudia Buczek (S)

| brązowe medale |
| -------------- |

1. 2017 – Igor Fójcik (P)